# Ectopimorpha utahensis
Ectopimorpha utahensis är en stekelart som beskrevs av Heinrich 1961. Ectopimorpha utahensis ingår i släktet Ectopimorpha och familjen brokparasitsteklar. Inga underarter finns listade i Catalogue of Life.